# NGC 1663
NGC 1663 ist die Bezeichnung eines offenen Sternhaufens vom Trumpler-Typ IV2p im Sternbild Orion. Das Objekt wurde am 10. Februar 1784 von Wilhelm Herschel entdeckt.